# Водский язык
Во́дский язы́к (водск. vaďďā tšēli/vaďďa ceeli (ˈvɑdʲːɑː ˈt͡ʃeːli) или mā tšēli/maa ceeli (ˈmɑː ˈt͡ʃeːli) «язык земли») — язык малочисленной народности водь, проживающей в Кингисеппском районе Ленинградской области. Относится к южной подгруппе прибалтийско-финских языков уральской языковой семьи.
Ближе всего водский язык к северо-восточным диалектам эстонского языка.
В настоящее время язык находится на грани исчезновения, так как почти все носители водского языка являются представителями старшего поколения (самый молодой носитель родился в 1938 году) и используют в повседневном общении преимущественно русский язык.
С 1994 года в Санкт-Петербурге проводятся курсы по изучению водского языка. С 2011 года Тартуский университет организовывает ежегодную летнюю школу водского языка в деревне Краколье.
В водском языке выделяют западный, восточный, куровицкий и вымерший кревинский диалекты.

## О названии
Название языка и самоназвание народа происходят от праприбалтийско-финского *vakja «клин» (в праприбалтийско-финский это слово было заимствовано из балтийских языков), что, предположительно, связано с клиновидными вставками в одежде води или с названием какой-то территории. В древнерусских летописях название водь встречается с 1069 года.

## Лингвогеография

### Ареал и численность

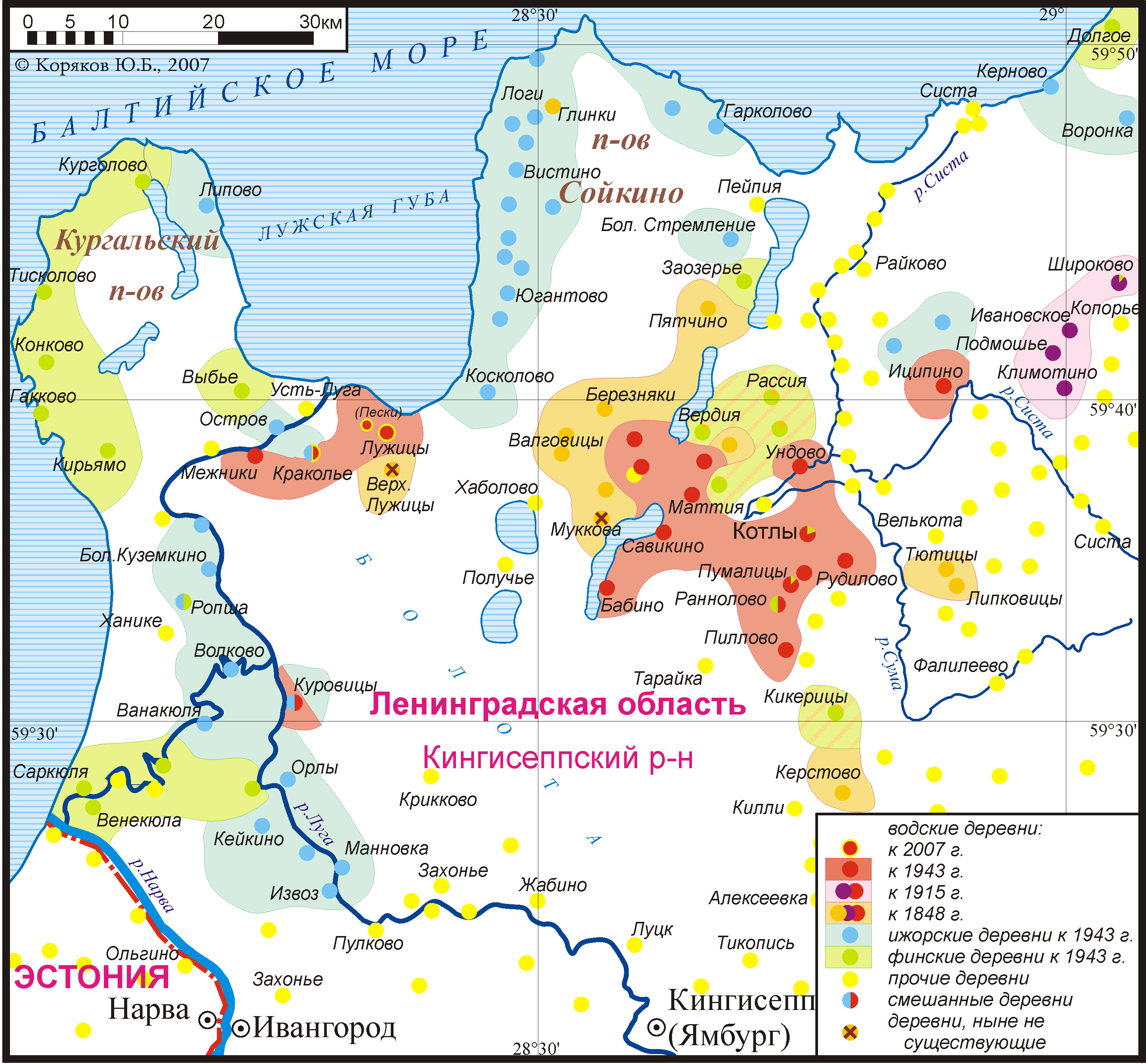
Карта водского языка и соседних финских и ижорских деревень (1848—2007)

Ранее водь населяла местность к востоку от Чудского озера. Постепенно ареал водского языка уменьшался из-за перехода его носителей на русский, эстонский и ижорский языки. В 1848 году води было 5148 человек, в 1867 году — 5143 человека в 37 деревнях, в 1926 году — уже 705 человек, в 1948 — около ста, а по данным переписи 2002 года — только 71 человек считал себя водью. В 2011 году настоящих носителей водского языка было 6—10 человек, в 2021 году — 4 человека.
Ранее носители водского языка проживали в деревнях Иципино (Itšäpäivä), Краколье (Je̮ge̮perä), Котлы (Kattila), Куровицы (Kukkuzi), Корветино (Ke̮rve̮ttula), Лемполово (Lempola), Пески (Livtšülä, в настоящий момент слилась с деревней Лужицы), Лужицы (Lūditsa), Маттия (Mati), Понделово (Pontizē), Пумалицы (Pummala), Межники (Rajo), Савикино (Savokkala) и Ундово (Undova) Кингисеппского района Ленинградской области Российской Федерации.
В настоящее время язык находится под серьёзной угрозой исчезновения и включён в 2009 году ЮНЕСКО в Атлас исчезающих языков мира как «находящийся в критическом состоянии» (англ. critically endangered). Среди причин постепенного вымирания водского языка называют изначально малую численность его носителей, распылённость населения, близость метрополии, а также использование православной водью русского в качестве языка религии. В 2010 году водский язык понимали менее 70 человек. Большинство носителей живёт в России, часть — в Эстонии.

### Диалекты
В водском языке выделяется четыре диалекта:
- западный — охватывавший в прошлом территорию от устья реки Луга до окрестностей деревни Котлы (Kattila);
- восточный — несколько деревень в окрестностях Копорья, последние записи сделаны на нём в 1968 году; последний носитель, Фёкла Васильева из деревни Иципино умерла в 1972 году[16];
- куровицкий диалект (деревня Куровицы (Kukkusi));
- кревинский диалект, на котором говорили потомки води, переселённой Ливонским орденом в 1445 году в окрестности Бауски в Латвии; вымер в первой половине XIX века.

Э. Эрнитс полагает, что вместо западного диалекта следует выделять два — кракольский и котельский.
Согласно исследованиям Ф. И. Рожанского и Е. Б. Маркус, куровицкий диалект, имеющий ижорскую лексику и фонетику, но водскую грамматику, является итогом неполного перехода носителей водского на ижорский язык.

## Письменность
Общепринятой письменности водский язык не имеет и сегодня. В 1930-е годы водский лингвист Дмитрий Цветков разработал алфавит на основе кириллицы и написал первую книгу с заголовком на водском языке — грамматику водского языка «Эсимейн' ваддя чээлэ грамаатикк» (рус. «Начальная грамматика водского языка»). В силу ряда причин кириллическая письменность не получила распространения.
В лингвистических работах для записи водского языка используется уральский фонетический алфавит.
В 2003 и 2004 годах энтузиастами были выпущены два издания водских сказок (10 и 14 сказок, соответственно), записанных модифицированным латинским алфавитом и несколько отличающихся друг от друга по орфографии. Первая книга — билингва «Vađđa kaazgõt» («Водские сказки») — представляет собой электронный вариант без ISBN и печатных данных, в то время как вторая книга под тем же названием является полноценным печатным изданием. В 2009 г. была издана книга «Предания и сказки водского народа. Vad’d’aarahvaa jutud ja kaazgad» (составитель и автор вступительного раздела — О. И. Конькова).
В 2014 г. было издано первое «Учебное пособие по водскому языку» (авторы: Конькова О. И. и Дьячков Н. В., редактор — Муслимов М. З.), созданное на основе лужицкого диалекта водского языка:
| A a | B b | C c | D d | E e | F f | G g | H h |
| I i | J j | K k | L l | M m | N n | O o | P p |
| R r | S s | Š š | T t | U u | V v | Y y | Z z |
| Õ õ | Ž ž | Ä ä | Ö ö |     |     |     |     |

## История языка

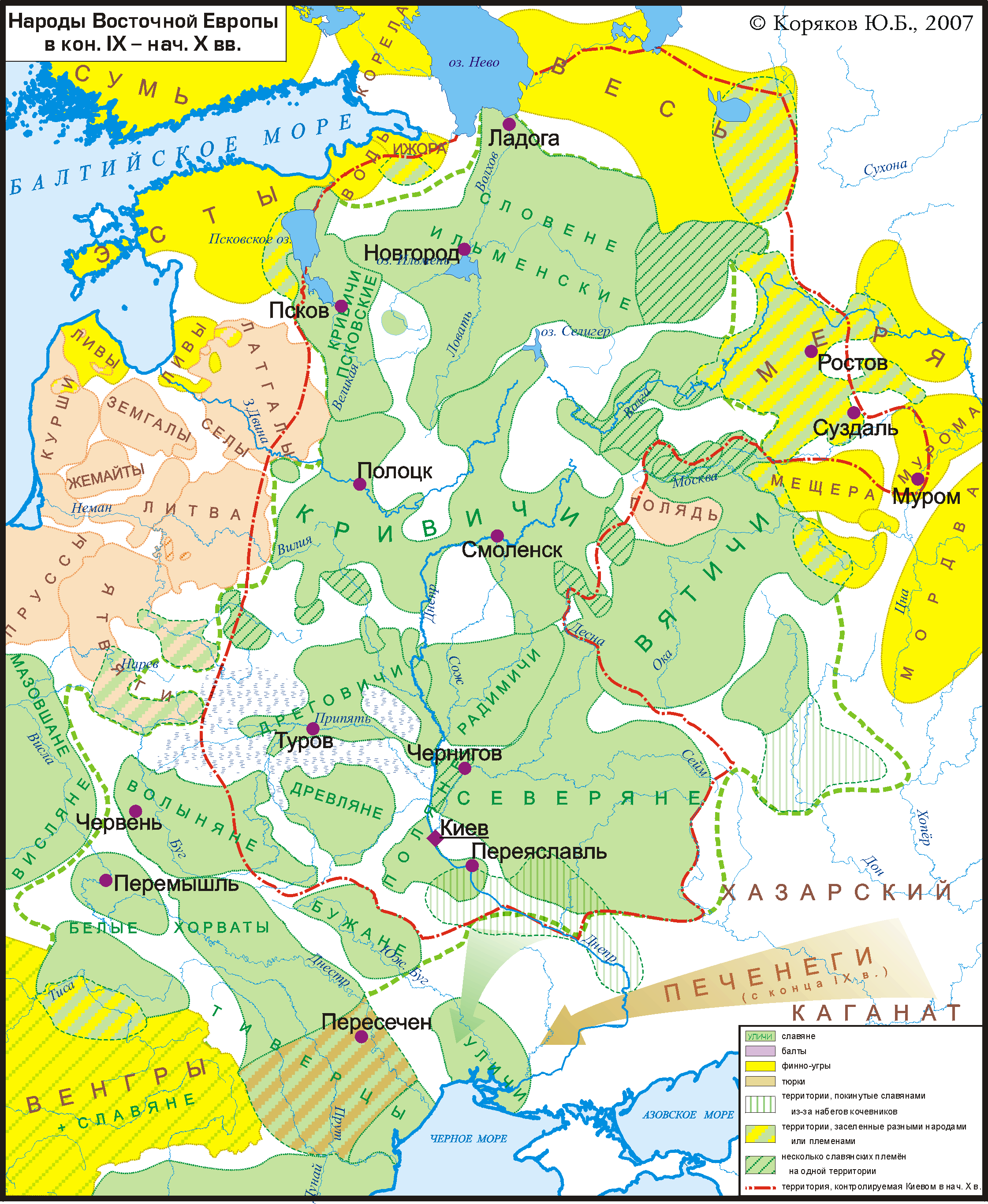
Распространение водского языка на рубеже I и II тысячелетий

Предки води отделились от предков эстонцев около 1000 года н. э. и заселили восточные окрестности Чудского озера. Водь являлась союзником Новгорода и дала название Водской пятине. Согласно альтернативным данным, приводимым О. И. Коньковой, водь занимала современную территорию проживания уже в I—IV веках н. э.
Сравнительно рано водь принимает православие, что усиливает русское культурное влияние. С начала XIII века область проживания води становится ареной постоянных войн между Новгородом, Полоцком и Ливонским орденом, что отрицательно сказывается на численности этого народа. Кроме того, в 1215 году много вожан умерло из-за сильного голода. После заключения в 1323 году Ореховецкого договора область проживания води оказалась полностью включённой в состав Новгородской республики.
В XV веке Ливонский орден переселил большое количество вожан в Латвию, где они получили название кревинов (латыш. krievs «русский») и сформировали отдельный диалект водского языка — кревинский, вымерший в XIX веке. Несколько раз группы води отселялись на эстонское побережье Чудского озера. Первые записи на водском языке относятся к концу XVII века.
К XIX веку водь уже была по большей части ассимилирована ижорой, эстонцами и русскими. Так, ещё в конце XVIII века в деревнях Извоз, Манновка, Кейкино, Орлы и Фёдоровка говорили по-водски, но впоследствии население перешло на ижорский язык. При смешанных водско-ижорских браках семья разговаривала по-ижорски.
Многие вожане называли себя ижорой, а свой язык — ижорским, что, возможно, послужило причиной того, что в переписях между 1926 и 2002 годами водь не выделяли в отдельную национальность, а приписывали к ижоре.
Во время Второй мировой войны водь была, по большей части, вывезена в Финляндию на принудительные работы, а после возвращения многих вожан депортировали в Карелию, Новгородскую и Псковскую области и в Сибирь.
В водском языке звук k перед гласными переднего ряда перешёл в tš (t͡ʃ): tšäsi «рука», tšivi «камень», tšülä «село», seltšä «спина», entši «душа» при фин. käsi, kivi, kylä, selkä, henki. Сочетание st дало ss: mussa «чёрный», issua «сидеть» при фин. musta, istua; а ps — в hs: lahsi «ребёнок», lühsǟ «доить» при фин. lapsi, lypsǟ.
Согласно лексикостатистическим подсчётам Т. Б. Агранат, в стословном списке Сводеша водского языка 91 % совпадений со списком финского литературного языка и 88 % совпадений со списком эстонского литературного.

## Лингвистическая характеристика

### Фонетика и фонология

#### Гласные
Система гласных водского языка:
| (МФА) (УФА)    | Передний ряд | Средний ряд | Задний ряд |
| -------------- | ------------ | ----------- | ---------- |
| Верхний подъём | i y i ü      | ɨ i̮         | u u        |
| Средний подъём | e ø e ö      | ɤ e̮         | o o        |
| Нижний подъём  | æ ä          |             | ɑ a        |

Гласный i̮ встречается только в русских заимствованиях, например, vi̮šifka «вышивка», štobi̮ «чтобы».
Все гласные, кроме i̮, могут быть как краткими, так и долгими (в транскрипции долгота обозначается макроном). В некоторых говорах долгие гласные ō, ē и ȫ дифтонгизировались. Долгота является смыслоразличительной: tuli «огонь» — tūli «ветер».
Для водского языка характерен богатый набор дифтонгов: ai, oi, ui, e̮i, äi, öi, üi, ei, oa, ua, e̮a, ia, ao, uo, io, au, ou, e̮u, iu, eu, ue̮, iä, öä, üä, iü, äü, öü, eü, üe.
В говоре деревни Краколье гласные a и ä могут редуцироваться.

#### Согласные
Система согласных водского языка (в скобки взяты позиционные варианты фонем или фонемы, встречающиеся только в заимствованиях):
| Способ артикуляции ↓     | Губно-губные | Губно-зубные | Зубные    | Альв.   | Палат. | Заднеяз. | Глотт. |
| Взрывные                 | p b          |              | t d tʲ dʲ |         |        | k g      |        |
| Носовые                  | m            |              | n nʲ      |         |        | (ŋ)      |        |
| Дрожащие                 |              |              |           | r rʲ    |        |          |        |
| Аффрикаты                |              |              | t͡s        | ʧ dʒ    |        |          |        |
| Фрикативные              |              | (f) v        | s z sʲ zʲ | (ʃ) (ʒ) |        | (x)      | h      |
| Скользящие аппроксиманты |              |              |           |         | j      |          |        |
| Боковые                  |              |              |           | l lʲ    |        | (ʟ)      |        |

Согласные f, š, ž встречаются только в заимствованиях из русского и ижорского языков, а также в звукоподражаниях. Заднеязычный [ŋ] является позиционным вариантом фонемы /n/ в положении перед велярными согласными k и g. Звук [ʟ] (в уральском фонетическом алфавите — ᴫ) является позиционным вариантом /l/ в положении перед гласными непереднего ряда.
На конце слова звонкие b, d, g и z становятся полузвонкими, что в транскрипции обозначается заглавными буквами: B, D, G и Z.
Существует оппозиция кратких и долгих согласных: tapamā «поймать» — tappamā «убить».
Исконные слова не могут начинаться и заканчиваться на стечения согласных.

#### Просодия
Основное ударение в водском, как и во всех других прибалтийско-финских языках, ставится на первый слог; дополнительные — на каждом нечётном, начиная с начала слова.

#### Морфонология

Схема гармонии гласных в водском: на синем фоне гласные переднего ряда, жёлтом — заднего, зелёном — нейтральный

Присутствует гармония гласных: все гласные в слове могут быть или переднего ряда (e, ü, ö, ä), или непереднего (e̮, u, o, a). На гласные i и i̮ гармония не распространяется.
Чередование ступеней в водском языке отличается наибольшим богатством среди всех прибалтийско-финских языков. Исторически в закрытом слоге выступала слабая ступень, а в открытом — сильная:
| чередование | сильная ступень          | слабая ступень           |
| tts : ts    | e̮ttsa «конец»            | e̮tsā «конца»             |
| ttš : ďď    | väittšiä «звать»         | väďďi «зови»             |
| sk : zz     | лaske̮a «пускать»         | лazze̮n «пускаю»          |
| tk : dg     | itke̮a «плакать»          | idge̮n «пла́чу»            |
| t : ø       | sitē̮ «повязки» (генитив) | sie̮ «повязка»            |
| t : ďď      | rīte̮лe̮n «ссорюсь»        | riďďe̮ллa «ссориться»     |
| tš : ď      | лutši «он читал»         | лuďin «я читал»          |
| ht : h      | lehto «лист»             | lehō «листа»             |
| htš : zg    | kahtši «берёза»          | kazgē̮ «берёзы» (генитив) |

### Морфология
В водском языке выделяют следующие части речи: имя существительное, имя прилагательное, имя числительное, местоимение, наречие, глагол, предлог, послелог, союз, частица, междометие.
Категория числа выражается в противопоставлении форм единственного и множественного числа.
Склоняемые части речи изменяются по четырнадцати падежам (номинатив, генитив, партитив, иллатив, инессив, элатив, аллатив, адессив, аблатив, транслатив, эссив, абессив, комитатив, терминатив).
Ранее в водском языке имелся также эксессив, например, traktoristinD и soлdatinD, однако в современном языке этот падеж исчез — сохранились только реликтовые лексикализованные формы kotonD «из дому» и takkanD «сзади». Значение эксессива перешло к элативу.
Эссив в современном водском утратил продуктивность и, как правило, может быть заменён на номинатив или транслатив.

#### Имя существительное
П. Аристэ выделяет 15 типов склонения (9 для односложных основ и 6 для двусложных), отличающихся друг от друга лишь некоторыми падежными формами.
Склонение водских существительных на примере слов mā «земля» и лammaZ «овца»:
| Падеж              | Односложные основы | Односложные основы | Двусложные основы | Двусложные основы                  |
|                    | ед. ч.             | мн. ч.             | ед. ч.            | мн. ч.                             |
| ------------------ | ------------------ | ------------------ | ----------------- | ---------------------------------- |
| именительный падеж | mā                 | māD                | лammaZ            | лampāD                             |
| родительный падеж  | mā                 | maďďē              | лampā             | лampaijē / лampaďďē / лampai       |
| партитив           | māta               | maita              | лammassa          | лampaita / лampai                  |
| иллатив            | mahā(sē̮)           | maisē̮              | лampāsē̮           | лampaisē̮                           |
| инессив            | māza               | maiza              | лampāza           | лampaiza                           |
| элатив             | māssa              | maissa             | лampāssa          | лampaissa                          |
| аллатив            | māлē̮(sē̮)           | maiлē̮(sē̮)          | лampāлē̮           | лampaiлē̮                           |
| адессив            | māлā               | maiлā              | лampāлā           | лampaiлā                           |
| аблатив            | māлta              | maiлta             | лampāлta          | лampaiлta                          |
| транслатив         | māssi              | maissi             | лampāssi          | лampaissi                          |
| эссив              | māns               | mains              | лampāna           | лampaina                           |
| абессив            | mātta              | maitta             | лampātta          | лampaitta                          |
| комитатив          | mākā               | maďďēkā            | лampākā           | лampaijēkā / лampaďďēkā / лampaikā |
| терминатив         | māssā              | maisē̮sā            | лampāssā          | лampaisē̮sā                         |

Как и в других уральских языках, в водском ранее присутствовали притяжательные суффиксы (например, poika «сын» — poikano «ваш сын»), однако в современном языке они уже не употребляются, сохранившись лишь в фольклоре:
|               | суффикс                                                       |
| ------------- | ------------------------------------------------------------- |
| 1 лицо ед. ч. | -ni, -n                                                       |
| 2 лицо ед. ч. | -zi, -Z                                                       |
| 3 лицо        | -za, -zä, удлинение гласного, удлинение гласного + -zaG, -zäG |
| 1 лицо мн. ч. | -ni                                                           |
| 2 лицо мн. ч. | -no, -nö                                                      |

#### Имя прилагательное
Прилагательные согласуются с существительными в числе и падеже. Исключение составляют существительные в комитативе (при них прилагательное стоит в генитиве) и терминативе (при них прилагательное стоит в иллативе или аллативе).
Форма сравнительной степени прилагательных образуется при помощи суффикса -pi / -p (-piG в восточных диалектах) в номинативе и -pā / -pǟ в генитиве. Конечный гласный -a / -ä при этом меняется на -e̮: mussa «чёрный» > musse̮pi «более чёрный». Для образования формы превосходной степени перед формой сравнительной степени ставится слово ke̮ike̮a (ke̮ikkia / ke̮itšia в восточных диалектах) «всех» (партитив множественного числа) или заимствованное из русского слово sāmoi «самый».

#### Числительное
Водские числительные:
| Числительные | Количественные   | Порядковые                                  |
| ------------ | ---------------- | ------------------------------------------- |
| 1            | ühsi / ühs       | esimen / esimene / esimein                  |
| 2            | kahsi / kahs     | te̮ine̮ / te̮in                                |
| 3            | ke̮лme̮D / ke̮m     | ke̮лmaiZ / ke̮лmāZ / ke̮лmaZ / ke̮лme̮Z          |
| 4            | nellä            | nelläiZ                                     |
| 5            | vīsi / vīZ       | viďďeiZ                                     |
| 6            | kūsi / kūZ       | kuvve̮iZ                                     |
| 7            | seitsē           | seittsemeiZ                                 |
| 8            | kahe̮sā           | kahe̮ssamaiZ                                 |
| 9            | ühesǟ            | ühessämäiZ                                  |
| 10           | tšümmē           | tšummenäiZ                                  |
| 11           | ühste̮šše̮me̮tta    | ühste̮šše̮maiZ / ühste̮šše̮me̮iZ / ühste̮šše̮maZ   |
| 12           | kahste̮šše̮me̮tta   | kahste̮šše̮maiZ                               |
| 13           | ke̮mte̮šše̮me̮tta    | ke̮mte̮šše̮maiZ                                |
| 14           | nelläšše̮me̮tta    |                                             |
| 15           | vīsše̮me̮tta       |                                             |
| 16           | še̮me̮tta          |                                             |
| 17           | seitsšeme̮tta     |                                             |
| 18           | kahe̮sāte̮šše̮me̮tta |                                             |
| 19           | ühesǟte̮šše̮me̮tta  |                                             |
| 20           | kahštšümmettä    | kahtšümmenäiZ / kahtšümmeneiZ / kahtšümmäiZ |
| 30           | ke̮mtšümmettä     | ke̮mtšümmenäiZ / ke̮mtšümmäiZ                 |
| 100          | sata             | sāZ                                         |
| 300          | ke̮msatā          | ke̮lme̮tsāZ                                   |
| 1000         | tuhaD            | tuhatte̮maiZ                                 |

Количественные числительные 11—19 в говоре деревни Краколье формируются иначе: ühste̮išťšümmeD, kahste̮išťšümmeD, ke̮mte̮išťšümmeD и так далее.

#### Местоимения
В водском языке выделяют следующие разряды местоимений: личные, возвратные, взаимные, притяжательные, указательные, вопросительные, относительные, неопределённые.
Склонение водских личных местоимений:
| Падеж              | я               | ты              | он, она | мы     | вы     | они                  |
| ------------------ | --------------- | --------------- | ------- | ------ | ------ | -------------------- |
| именительный падеж | miä             | siä             | tämä    | mȫ     | tȫ     | nämä / nämäd / näväD |
| родительный падеж  | minū            | sinū            | tämǟ    | meďďē  | teďďe  | näďďē / nännē        |
| партитив           | minua           | sinua           | tätä    | meitä  | teitä  | näitä                |
| иллатив            | minūsē̮          | sinūsē̮          | tämǟsē̮  | meisē̮  | teisē̮  | näisē̮                |
| инессив            | minuza          | sinuza          | tämäzä  |        |        |                      |
| элатив             | minussa         | sinussa         | tämässä | meissä | teissä | näissä               |
| аллатив            | miллē̮ / minuллē̮ | siллē̮ / sinuллē̮ | tällē   |        |        |                      |
| адессив            | miллa / minuллa | siллa / sinuллa | tällä   |        |        |                      |
| аблатив            | miлta / minuлta | siлta / sinuлta | tältä   |        |        |                      |
| транслатив         | minussi         | sinussi         | tämässi |        |        |                      |
| эссив              | minuna          | sinuna          | tämänä  |        |        |                      |
| абессив            | minutta         | sinutta         | tämättä |        |        |                      |
| комитатив          | minūkā          | sinūkā          | tämäkā  |        |        |                      |
| терминатив         | minūssā         | sinūssā         | tämässa |        |        |                      |

В некоторых говорах у личных местоимений множественного числа выделяется также форма винительного падежа с особым показателем в первом и втором лицах (meďďeD «нас», teďďeD «вас»), совпадающая с именительным падежом в третьем лице.

#### Глагол
Глагол в водском языке обладает следующими категориями: лицо, число, время, наклонение.
Категория времени у глагола выражается в противопоставлении настоящего, прошедшего, перфекта, плюсквамперфекта и будущего времён.
Спряжение глаголов в настоящем времени на примере слов juvva / jūvva «пить» и tehä «делать»:
|                     | juvva               | juvva               | tehä                | tehä    |
| положительная форма | отрицательная форма | положительная форма | отрицательная форма |         |
| ------------------- | ------------------- | ------------------- | ------------------- | ------- |
| 1 лицо ед. ч.       | jōn                 | en jō               | tēn                 | en tē   |
| 2 лицо ед. ч.       | jōD                 | ed jō               | tēD                 | et tē   |
| 3 лицо ед. ч.       | jōB                 | eb jō               | tēB                 | ep tē   |
| 1 лицо мн. ч.       | jōmma               | emmä jō             | tēmmä               | emmä tē |
| 2 лицо мн. ч.       | jōtta               | että jō             | tēttä               | että tē |
| 3 лицо мн. ч.       | jōvaD               | eväD jō             | tētševäD            | evät tē |

Окончания имперфекта совпадают с окончаниями настоящего времени (за исключением 3-го лица единственного числа), однако формы имперфекта образуются от другой основы — основы настоящего времени.
Спряжение глаголов в имперфекте:
|                     | juvva               | juvva               | tehä                | tehä        |
| положительная форма | отрицательная форма | положительная форма | отрицательная форма |             |
| ------------------- | ------------------- | ------------------- | ------------------- | ----------- |
| 1 лицо ед. ч.       | je̮in                | en jōnnu            | tein                | en tehnü    |
| 2 лицо ед. ч.       | je̮iD                | ed jōnnu            | teiD                | et tehnü    |
| 3 лицо ед. ч.       | je̮i                 | eb jōnnu            | tetši               | ep tehnü    |
| 1 лицо мн. ч.       | je̮imma              | emmä jōnnūD         | teimmä              | emmä tehnǖD |
| 2 лицо мн. ч.       | je̮itta              | että jōnnūD         | teittä              | että tehnǖD |
| 3 лицо мн. ч.       | je̮ivaD              | eväD jōnnūD         | teitšiväD           | evät tehnǖD |

Перфект и плюсквамперфект состоят из форм e̮ллa «быть» в настоящем времени (для перфекта) и имперфекте (для плюсквамперфекта) и причастия прошедшего времени смыслового глагола.
Единственный глагол, различающий настоящее и будущее времена, — это глагол e̮ллa «быть», у которого формы будущего времени образуются от супплетивной основы liďďä.
Наклонений в водском языке четыре: изъявительное, повелительное, условное и возможностное (в настоящее время встречается только в фольклоре).
Маркером условного наклонения является суффикс -isi- / -izi-, или -issi- / -izi-, или -issi- / -isi- (в зависимости от диалекта).
Спряжение глаголов в повелительном наклонении:
|                     | juvva                   | juvva                                | tehä                         | tehä                                   |
| положительная форма | отрицательная форма     | положительная форма                  | отрицательная форма          |                                        |
| ------------------- | ----------------------- | ------------------------------------ | ---------------------------- | -------------------------------------- |
| 1 лицо ед. ч.       | лa jōn                  | лa en jō                             | лa tēn                       | лa en tē                               |
| 2 лицо ед. ч.       | jō                      | elä jō                               | tē                           | elä tē                                 |
| 3 лицо ед. ч.       | jōkō / лa jōB           | elkō jōkō / лa eb jō                 | tehkō / лa tēB               | elkō tehkō / лa ep tē                  |
| 1 лицо мн. ч.       | (лa) jōmma              | emmä jō                              | (лa) tēmmä                   | emmä tē                                |
| 2 лицо мн. ч.       | jōkā                    | elkā jōkā                            | tēkā                         | elkā tehkā                             |
| 3 лицо мн. ч.       | jōkō / jōkōD / лa jōvaD | elkō jōkō / elkōd jōkōD / лa eväd jō | tehkō / tehkōD / лa tetševäD | elkō tehkō / elkōt tehkōD / лa evät tē |

#### Наречия
По семантике водские наречия делятся на наречия места (litši «близко», kaugaZ «далеко»), времени (aikā «давно», varai «рано»), образа действия (nī «так», ühtperǟ «подряд, беспрестанно»), количественные (ohto «достаточно», paľľo «много»), цели (tarviZ «надо»), усилительные (ī / i «даже»), утвердительные и отрицательные (muite̮štši «конечно», ep kē̮znīD «никогда»), а также вопросительные (kuza «где», kē̮z «когда»).
Продуктивными суффиксами наречий являются -ssi (üvä «хороший» > üvässi «хорошо»), -ttā (salamittā «тайно, тайком»), -Z (alaZ «вниз») и -zī (etezī «вперёд»). Кроме того, в наречной функции употребляются застывшие падежные формы существительных (в иллативе, инессиве, аллативе, адессиве, транслативе, эссиве и терминативе). В качестве наречий сохранились формы существовавших в языке ранее падежей: эксцессива (kotonte̮ «из дому»), комитатива Ī (tšäsinǟ «руками»), пролатива (maitsē «по земле»), латива (alā «вниз») и инструктива (tšäzī «вручную»).

#### Союзы
По синтаксической функции союзы делятся на сочинительные (ja «и», a «а, но», vaikka «хотя») и подчинительные (etti «что», sillä «так как, потому что, поскольку»). По семантике союзы делят на соединительные (ja «и»), разделительные (vai «или»), противительные и уступительные (a «а, но»), причинные и пояснительные (sillä «так как, потому что, поскольку»), следственные и определительные (siZ / sīZ «тогда»), сравнительные (niku «словно»), вопросительные (vai «разве»).

### Синтаксис
Порядок слов в водском языке — свободный. Определение ставится перед определяемым словом. Предложения бывают как простыми, так и сложными. Для выражения вопроса используется частица -ko.

### Лексика

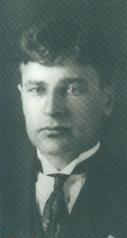
Д. П. Цветков

Большая часть лексики водского языка восходит к праприбалтийско-финскому языку, включая общие для всех прибалтийско-финских языков заимствования из балтийских, германских и славянских языков.
Есть заимствования из ижорского, финского и русского языков. Особенно много русских заимствований, например, kormuna «карман», starikka «старик», ďeda «дед», i «и», a «а», što / ešto «что», pлūga «плуг», prāznikka «праздник», guľattā «гулять».

## История изучения
В составленном в XVIII веке словаре П. С. Палласа, наряду с лексикой эстонского и карельского языков, представлены слова из «чухонского языка», среди которых вперемешку представлена водская и ижорская лексика. В том же XVIII веке был создан словарь Ф. О. Туманского, в котором также представлены водские слова.
В 1856 году была составлена первая грамматика водского языка «Wotisk grammatik jemte språkprof och ordförteckning» А. Альквиста. В 1871 году Ф. И. Видеман написал монографию о кревинах и кревинском диалекте «О национальности и языке ныне вымерших кревинов в Курляндии» (нем. Über die Nationalität und die Sprache der jetzt ausgestorbenen Kreewinen in Kurland).
В 1922 году лингвистом Д. П. Цветковым, этническим вожанином, была составлена грамматика водского языка (изданная в 2008 году с параллельным переводом на эстонский). В 1924—1926 годы им же был составлен словарь говора деревни Краколье (издан в 1996 году).
В 1930 году появилась работа Л. Кеттунена «Историческая фонетика водского языка» (фин. Vatjan kielen äännehistoria). В Советском Союзе было издано несколько водских текстов. В 1948 году была издана грамматика эстонского учёного П. Аристэ «Грамматика водского языка» (эст. Vadja keele grammatika), спустя 20 лет переведённая на английский язык. В 1990—2011 годы словарь водского языка (эст. Vadja keele sõnaraamat) в семи томах был издан в Эстонии. Материалы для этого словаря собирались с 1930-х годов, а объём картотеки достигал 204 тысяч карточек.